# Джефферсон (округ, Іллінойс)
Шаблон:StateAbbr_ 38°18′ пн. ш. 88°55′ зх. д. / 38.3° пн. ш. 88.92° зх. д.
Округ Джефферсон (англ. Jefferson County) — округ (графство) у штаті Іллінойс, США. Ідентифікатор округу 17081.

## Історія
Округ утворений 1819 року.

## Демографія
За даними перепису
2000 року
загальне населення округу становило 40045 осіб, зокрема міського населення було 17472, а сільського — 22573.
Серед мешканців округу чоловіків було 20428, а жінок — 19617. В окрузі було 15374 домогосподарства, 10559 родин, які мешкали в 16990 будинках.
Середній розмір родини становив 2,96.
Віковий розподіл населення поданий у таблиці:
| Стать    | До 15 років | 15-21 | 22-29 | 30-39 | 40-49 | 50-65 | 65-85 | Понад 85 |
| -------- | ----------- | ----- | ----- | ----- | ----- | ----- | ----- | -------- |
| Чоловіки | 4056        | 2090  | 2226  | 3151  | 3187  | 3236  | 2240  | 242      |
| Жінки    | 3951        | 1701  | 1695  | 2580  | 2922  | 3120  | 3052  | 596      |

## Суміжні округи
- Меріон — північ
- Вейн — північний схід
- Гамільтон — південний схід
- Франклін — південь
- Перрі — південний захід
- Вашингтон — захід

## Виноски
1. ↑  U.S. Decennial Census. United States Census Bureau. Архів оригіналу за 26 квітня 2015. Процитовано 6 липня 2014.
2. ↑  Historical Census Browser. University of Virginia Library. Архів оригіналу за 11 серпня 2012. Процитовано 6 липня 2014.
3. ↑  Population of Counties by Decennial Census: 1900 to 1990. United States Census Bureau. Архів оригіналу за 24 квітня 2014. Процитовано 6 липня 2014.
4. ↑  Census 2000 PHC-T-4. Ranking Tables for Counties: 1990 and 2000 (PDF). United States Census Bureau. Архів оригіналу (PDF) за 18 грудня 2014. Процитовано 6 липня 2014.
5. ↑  State & County QuickFacts. United States Census Bureau. Архів оригіналу за 6 червня 2011. Процитовано 6 липня 2014.(англ.) Наведено за англійською вікіпедією.
6. ↑  American FactFinder. Бюро перепису населення США. Архів оригіналу за 21 травня 2008. Процитовано 31 січня 2008.

| США | Це незавершена стаття з географії США. Ви можете допомогти проєкту, виправивши або дописавши її. |